# Инче-Бурун
Инче-Бурун (Инчебурун, перс. اینچه‌برون‎) — город в Иране, на севере остана Голестан. Расположен у границы с Туркменией, на левом берегу пограничной реки Атрек, среди водно-болотных угодий дельты Атрека, затопляемых в половодье весной и в первой половине лета. Административно относится к району (бахшу) Дашли-Бурун в шахрестане Гомбеде-Кавус.

## Этимология
Город расположен на узком холме. Название Инче-Бурун образовано от тюркского «инче» (اینچه) — «узкий» и тюркского «бурун» (برون) — «нос» в переносном значении «мыс, окончание гряды, плечо горы», отсюда и слово Инче-Бурун — «тонкий нос».
Название бахша Дашли-Бурун означает «каменный нос».

## Население
В Инче-Буруне живут туркмены из племени йомудов ак-атабаев.

## Достопримечательности
В городе работает приграничный рынок.
У города находится солёные озера Аджигёль (от тюркского «аджи» — «горький»), Алагёль, пресное озеро Алмагёль (от тюркского «алма» — «яблоко»; Уллюголь) и солёное озеро Данешманд (تالاب دانشمند; Далышман).

## Транспорт
Через Инче-Бурун проходит железная дорога Казахстан — Туркменистан — Иран транспортного коридора «Север — Юг». Иранский участок длиной около 90 км соединил Инче-Бурун с городом Гомбеде-Кавус и далее с Горганом. Через реку Атрек был построен мост. Стык железных дорог с разной шириной колеи происходит на участке Этрек/Ак-Яйла — Инче-Бурун, на туркменской стороне контейнеры перегружают с русской колеи 1520 мм на европейскую колею 1435 мм, которую используют Иранские железные дороги. Стык представляет собой «узкое место» транспортного коридора. Пограничный переход колеи 1520 мм на участке Ак-Яйла — Инче-Бурун так и не был построен. Торжественная церемония открытия состоялась 3 декабря 2014 года с участием президентов Казахстана, Туркмении и Ирана — Нурсултана Назарбаева, Гурбангулы Бердымухамедова и Хасана Роухани. Главы государств в ВИП-вагоне проехали от станции Ак-Яйла до станции Инче-Бурун.